# Six Mile Lake (Alaska)
Six Mile Lake est un lac des  États-Unis situé en Alaska, dans le borough de Lake and Peninsula. Il est situé entre Clark Lake et le lac Iliamna dans lequel il se déverse par la rivière Newhalen. Il mesure environ cinq  kilomètres de longueur pour un kilomètre de largeur. La ville de Nondalton se trouve sur sa rive occidentale.

## Référence
- (en) Cet article est partiellement ou en totalité issu de l’article de Wikipédia en anglais intitulé « Six Mile Lake (Alaska) » (voir la liste des auteurs).